# Emily Brontë
Emily Jane Brontë (n. 30 iulie 1818, Bradford⁠(d), Anglia, Regatul Unit al Marii Britanii și Irlandei – d. 19 decembrie 1848, Haworth⁠(d), Haworth, Cross Roads and Stanbury⁠(d), Anglia, Regatul Unit al Marii Britanii și Irlandei) a fost o romancieră și poetă engleză, cunoscută mai ales pentru unicul ei roman, La răscruce de vânturi (în engleză Wuthering Heights).

## Biografie
Emily Jane Brontë a fost o romancieră și poetă engleză, renumită pentru romanul său Wuthering Heights - un clasic al literaturii engleze. Emily a fost a doua din cele trei surori Brontë:  Charlotte și Anne. Ea a publicat sub pseudonimul androgin - Ellis Bell.
Emily s-a născut în Thorton, lângă Bradford în Yorkshire în familia lui Patrick Brontë și Maria Branwell. Ea a fost sora mai tânără a lui Charlotte Brontë și a cincea din cei șase copii. În 1824, familia Brontë a schimbat locul de trai în Haworth, unde tatăl său a devenit vicar. În copilărie, după moartea mamei sale, cele trei surori și fratele lor - Patrick Branwell Brontë au creat pământuri imaginare pe care au inclus în istoriile ce le-au scris. Puține lucrări ale lui Emily din acea perioadă au supraviețuit, cu excepția poeziilor recitate de personaje (The Brontës' Web of Childhood, Fannie Ratchford, 1941).
În 1838, Emily a început să lucreze în calitate de guvernantă la Academia Miss Patchett la școala Law Hill, lângă Halifax, plecând după aproximativ șase luni din cauza îmbolnăvirii. Mai târziu, împreună cu sora ei Charlotte, ea a frecventat o școală privată în Bruxelles întemeiată de Constantin Heger și soția lui - Claire Zoë Parent Heger.
Ei încearcă să deschidă o școală, dar nu au elevi suficienți.
Această a fost descoperirea talentului poetic a lui Emily de către Charlotte, ceea ce a dus la  publicarea unui set de colecții de poezii în 1846, poeziile lui Currer, Ellis, și Acton Bell. Pentru a scăpa de prejudecățile împotriva scriitorilor de gen feminin, surorile Brontë au adoptat pseudonimul androgin.
În 1848 ea a publicat romanul său unic Wuthering Heights ca două volume din setul compus din trei volume (ultimul fiind Agnes Grey scris de sora ei Anne). Structura sa  inovativă a nedumerit criticii într-un oarecare fel.În 1850 Charlotte a editat și a publicat Wuthering Heights ca un roman aparte, semnându-l cu numele său adevărat.
Sănătatea lui Emily, la fel ca și a surorilor sale, slăbea din ce în ce mai mult din cauza climei aspre acasă și la școală. Ea răcise în timpul înmormântării fratelui său ceea ce a dus la tuberculoză. Refuzând ajutorul medical, ea a decedat la 19 decembrie 1848 la aproximativ orele 14.
Ea a fost îngropată lângă biserica Sfântului Mihail în Yorkshire de Vest.

## Opere
În 1847 publică unicul ei roman "La răscruce de vânturi", tradus în limba română de Henriette Yvonne Stahl.
În colaborare cu surorile ei, Anne și Charlotte, a scris versuri, care au fost publicate în 1845 sub titlul Poems.